# Azmeraw Bekele
Azmeraw Bekele (* 22. Januar 1986) ist ein äthiopischer Langstreckenläufer.
2010 siegte er beim Marrakesch-Marathon über die Halbmarathon-Distanz in 1:00:57 h. Danach gewann er das äthiopische Ausscheidungsrennen für die Crosslauf-Weltmeisterschaften in Bydgoszcz, bei der er mit einem 22. Platz zum Gewinn der Bronzemedaille seines Teams beitrug. Im Sommer siegte er bei der Corrida de Langueux in 28:13 min, im Herbst gewann er den Great Ethiopian Run.